# Wilber Varela
Wilber Alirio Varela Fajardo, né le 6 novembre 1957 à Roldanillo et mort en 2008 à Mérida, également connu sous le nom de Jabón ("Savon"), était un narcotrafiquant colombien. Il était le chef du Cartel du Norte del Valle. Un acte d’accusation fondé sur le Racketeer Influenced and Corrupt Organizations Act a été déposé auprès du tribunal de district du District de Columbia par la section des stupéfiants et drogues dangereuses de la division criminelle du United States Department of Justice contre les dirigeants du Cartel du Nord du Valle, y compris Varela. Selon cet acte d’accusation, le Cartel du Nord du Valle a exporté environ 500 tonnes de cocaïne, d’une valeur de plus de 10 milliards de dollars, de Colombie vers les États-Unis, souvent via le Mexique, entre 1990 et 2004. L’acte d’accusation a été rendu public en mai 2004. Un mandat d’arrêt provisoire a été émis et envoyé à l’ambassade des États-Unis à Bogotá.
En outre, en mars 2004, un grand jury du district Est de New York a inculpé Varela pour trafic de drogue. Le Département d’État des États-Unis a offert une récompense allant jusqu’à 5 millions de dollars pour toute information menant à l’arrestation et/ou à la condamnation de Varela.

## Jeunesse
Il est né à Roldanillo, Valle del Cauca, le 6 novembre 1957. Varela était un homme de campagne d’origine humble qui n’aimait pas se mettre en avant, avait peu de manières et était extrêmement grossier. Il était connu comme un tueur de sang-froid. Son surnom provenait de la coïncidence avec une marque bien connue de savon de lessive en Colombie également appelée Varela. Il affirmait être un sergent retraité de la Police nationale, mais aucun document officiel n’a été trouvé pour confirmer cela.
Au début des années 1990, il travaillait dans les laboratoires de cocaïne de Andrés López López "Florecita" ("Petite Fleur") et commença ensuite à travailler avec les frères Rodríguez Orejuela pour la sécurité, les recouvrements et l’embauche de sicaires.
Après l’éclatement du Cartel de Cali, Varela commença à travailler avec Orlando Henao en tant que chef de sa sécurité et de ses tueurs à gages. Varela était connu pour avoir assassiné Fernando Cifuentes, apparemment pour éviter de laisser des témoins gênants dans le meurtre d’Efraín Hernández 'Don Efra' ; pour avoir tenté d’assassiner William Rodríguez Abadía, fils de Miguel Rodríguez Orejuela et pour d’autres crimes ordonnés par son patron Henao. Après la reddition de Henao aux autorités, Varela fut la cible d’une attaque le 23 novembre 1997 sur ordre de Pacho Herrera. Varela demanda à Henao l’autorisation de tuer Herrera, mais Henao refusa d’abord afin de maintenir la paix avec les frères Rodríguez Orejuela, puis donna finalement le feu vert à Varela lorsqu’il vit la collaboration d’Herrera avec la DEA pour livrer les chefs du Cartel du Norte del Valle. Cela mena à l’assassinat d’Herrera dans la prison de Palmira et au meurtre ultérieur de Henao en représailles par José Manuel Henao 'El Inválido' ("L’Invalide").

## Direction
À la mort de Henao, Varela prit progressivement le contrôle de l’organisation même si celle-ci était fragmentée en plusieurs clans. Avec Luis Alfonso Ocampo Fómeque 'El Tocayo' ("L’Homonyme"), demi-frère de son associé Victor Patiño-Fomeque 'La Fiera', il mena plusieurs assassinats, notamment ceux de 4 frères de Pacho Herrera dont 'El Inválido' à Guayaquil, Équateur, bien qu’il fût son ami personnel. Le reste du clan fut contraint de quitter la Colombie et fut exproprié de ses biens par Varela,,.

### Guerre contre 'Don Diego'
Après la capture de Fernando Henao, frère de l’assassiné Orlando Henao Montoya, en raison d’une prétendue dénonciation faite par Miguel Solano 'Miguelito' au FBI à Miami, et d’une dette supposée envers Lorena Henao, un conflit s’est progressivement déclenché qui a culminé avec la mort de Miguelito dans un bar à Carthagène. Il convient de noter qu’en raison de sa manière violente d’agir, il déclara la guerre à Diego León Montoya Sánchez 'Don Diego', car celui-ci s’opposait à sa méthode d’expropriation des biens de ses ennemis décédés. En représailles à la mort de Miguelito, son ami, Varela forma son armée privée, qu’il appela Los Rastrojos, en opposition à Los Machos de Montoya, provoquant une guerre qui fit de nombreux morts, rendant le Valle del Cauca et la Zone Café des lieux dangereux pour vivre. Il eut une liaison avec Lorena Henao pour la protéger de Diego Montoya, qui dénonça elle et son frère Arcángel Henao, tous deux exilés au Panama.
Varela entretenait également ses affaires avec des réseaux criminels au Mexique avec différents cartels (principalement le Cartel de Juárez et El Cartel de los Beltrán Leyva). En fait, il est supposé qu’il était un proche ami de Amado Carrillo Fuentes El Señor de los Cielos, ainsi qu’un ami proche du commandant paramilitaire Carlos Mario Jiménez Macaco, qui réussit à servir d’intermédiaire entre lui et Diego Montoya pour arrêter la guerre que menaient ces deux barons de la drogue. Varela tenta en vain de transformer son groupe 'Los Rastrojos' en groupe paramilitaire en cherchant un couvert sous les accords de Justice et Paix de Santa Fe de Ralito,,.

## Famille
On sait qu’il avait une sœur vivant à Palmira et que son père résidait encore à l’époque de sa mort dans une vieille ferme à Roldanillo. De son premier mariage, il eut 2 enfants, dont le plus jeune Wilber Felipe Varela Camacho 'Varelita', assassiné en 2009. Varela eut également une relation avec Yovanna Guzmán, une mannequin et reine de beauté, qui ignorait qu’il était un baron de la drogue et qu’il l’avait trompée avec un faux nom en prétendant être un éleveur de bétail. Varela devint ensuite obsédé par elle jusqu’à ce qu’il soit révélé que le baron de la drogue avait ordonné à ses hommes de la tirer dans la colonne vertébrale pour une trahison, mais la laissant seulement blessée à une jambe,,,,,.

## Mort
Pendant sa guerre contre 'Don Diego', Varela se cachait habituellement au Venezuela, où il était protégé par les autorités vénézuéliennes. Après la fin de sa guerre, Varela était traqué non seulement par les autorités colombiennes et américaines (qui offraient 5 millions de dollars pour sa capture), mais aussi par l’Oficina de Envigado et d’autres groupes criminels cherchant à toucher la récompense. Au Venezuela, Varela eut des conflits avec les autorités locales qui réclamaient davantage d’argent pour sa protection et pour ses expéditions de drogue, tout en représentant une menace majeure pour le plusieurs barons de la drogue. Début 2008, Varela Fajardo fut retrouvé assassiné avec son principal garde du corps Weimar Pérez 'Grasoso' (Fatty) dans le complexe de cabanes Fresh Air, dans l’État de Mérida, au Venezuela,,,,,. Le 30 janvier 2008, les autorités vénézuéliennes confirmèrent sa mort après analyse de ses empreintes digitales,. Selon les enquêtes ultérieures, Varela fut finalement tué par ses lieutenants Javier Antonio Calle Serna Comba ou Combatiente et Diego Pérez Henao Diego Rastrojo, apparemment sur ordre du baron de la drogue Daniel Barrera 'El Loco Barrera',,,.

## Culture populaire
Dans les séries TV El Señor De Los Cielos, El Cartel et le film, il est interprété par le personnage Milton Jimenez 'El Cabo' (Le Caporal), par l'acteur colombien Robinson Diaz.